# Högalids IF
Högalids IF är en svensk idrottsförening på Södermalm i Stockholm, bildad 1925. Föreningen utövar fotboll och innebandy, och har innebandylag i de flesta åldrar.
Säsongen 1978 var klubbens herrlag i fotboll nära att gå upp i division II, då den näst högsta divisionen i svensk fotboll. Laget vann sin division III-serie men stöp i en kvalserie mot Degerfors IF, IK Sleipner och Västra Frölunda IF. På 1990-talet nödgades klubben att lägga ned hela sin fotbollsverksamhet, men den startades senare upp igen.